# Andenes
Andenes er det administrative center og den største by i Andøy kommune i Nordland fylke i Norge. Byen havde 2.617 indbyggere den 1. januar 2011, og er placeret på den nordlige spids af Andøya. Andenes er en vigtig fiskeriby, og der er også Andøya Flyvestation og Andøya Lufthavn, Andenes.
Rigsvej 82 går sydpå til Risøyhamn og Sortland, og om sommeren er der færgeforbindelse mellem Andenes og Gryllefjord på øen Senja.
Andenes fyr ligger som en del af  bebyggelsen i Andenes, helt nede ved havnaen.  Andenes fyr er 40 meter højt og blev bygget i 1859. Fra 1867-1958 blev der gjort meteorologiske observationer fra fyret. i 1978 blev fyrtårnet automatiseret. Det arrangeres guidede turer op i fyrtårnet om sommeren.
Rock Mot Rus er en musikkfestival som afholdes hvert år i marts/april i Andenes. Den afholdes altid fra Palmesøndag i to dage. Rockfestivalen har været afholdt siden 1983.
Andøyas egen lokalavis er Andøyposten som udkommer i Andenes.  Avisen blev  grundlagt i 1979 og blev trykt i dere eget trykkeri indtil 2008. Fra og med udgaven 20. maj 2008 blev avisen trykt hos Harstad Tidende i Harstad.   
Andenes kommune blev den 1. januar 1964 lagt sammen med kommunerne Dverberg og Bjørnskinn, og den nye kommune fik navnet Andøy. Ved fusionen havde Andenes kommune 3.812 indbyggere.